# كلاتة نو سلمان أباد (طبس مسينا)
کلاتة نو سلمان أباد (بالفارسية: کلاته نو سلمان‌آباد) هي مستوطنة تقع في إيران في قسم طبس مسینا الريفي. يقدر عدد سكانها بـ 32 نسمة .